# الجمعية الوطنية في أفغانستان
الجمعية الوطنية في جمهورية أفغانستان الإسلامية (بالبشتوية: شورای ملی دولت جمهوری اسلامی أفغانستان)‏ هي الهيئة التشريعية في أفغانستان، تتكون من المجلس الأعلى مجلس الشيوخ الأفغاني
الذي يضم 102 مقعداً، والمجلس الأدنى مجلس الشعب الأفغاني الذي يضم 249 مقعداً.
وقع تعليق إختصاصات الجمعية الوطنية الأفغانية بغرفتيها: مجلسي الشعب والشيوخ منذ أغسطس 2021 وذلك بعد سيطرة حركة طالبان على العاصمة كابل وفرار الرئيس السابق أشرف غني.